# Fffff...plesk!
Fffff…plesk! (Frritt-Flacc) je krátká, pochmurná, až strašidelná novela francouzského spisovatele Julese Verna, která poprvé vyšla roku 1884 v pařížském listu Le Figaro illustré. Roku 1886 ji Verne vydal v jednom svazku s románem Los číslo 9672 (Un billet de loterie), v rámci svého cyklu Podivuhodné cesty (Les Voyages extraordinaires).

## Děj
Příběh nemá daleko k hororu. Slova z názvu jsou citoslovce, kterými autor vyjadřuje zvuky bouře (fritt neboli fffff je zvuk pro ječení uragánu a flacc neboli plesk pro proudy padajícího deště). Bouře řádí v jedné nejmenované přímořské oblasti, kde žije dobře situovaný lékař, doktor Trifulgas. Jeho dům je však pro chudé uzavřen. Trifulgas léčí pouze bohaté, podle předem pevně stanovených honorářů. V bouřlivé noci klepe na jeho dveře promoklá dívka. Její otec, chudý rybář, umírá. Protože je však bez prostředků, Trifulgas nepovažuje za nutné opustit dům a uléhá do postele. Krátce na to se ozve opět klepání. S proklínáním jde Trifulgas otevřít. Tentokrát tu stojí žena, jejíž muž je také ohrožen smrtí. Má sice sebou nějaké peníze, ale ty nestačí doktorovým požadavkům, a tak jde Trifulgas opět spát. Mezitím se bouře ještě více zhorší a Trifulgas je opět vyrušen klepáním. Tentokrát je to matka rybáře, kterého ranila mrtvice. Protože má sebou své poslední peníze, které získala jako zálohu za prodávaný dům, rozhodne se Trifulgas cestu k rybářově chatrči podstoupit. Zde přistoupí k lůžku umírajícího a ke svému zděšení zjistí, že tam se smrtí zápasí on sám. Přes veškerou snahu zemře doktor Trifulgas pod svýma vlastníma rukama.

## Česká vydání
- Fffff...plesk!, Bedřich Kočí, Praha 1908, přeložil František Vojtíšek, vyšlo v jednom svazku společně s románem Los číslo 9672.
- Fffff...plesk!, Mustang, Plzeň 1995, obsaženo ve svazku s názvem Doktor Ox a spol..
- Fffff...plesk!, Návrat, Brno 2003, obsaženo ve svazku s názvem Drama v Mexiku.